# Joseph A. Valentine

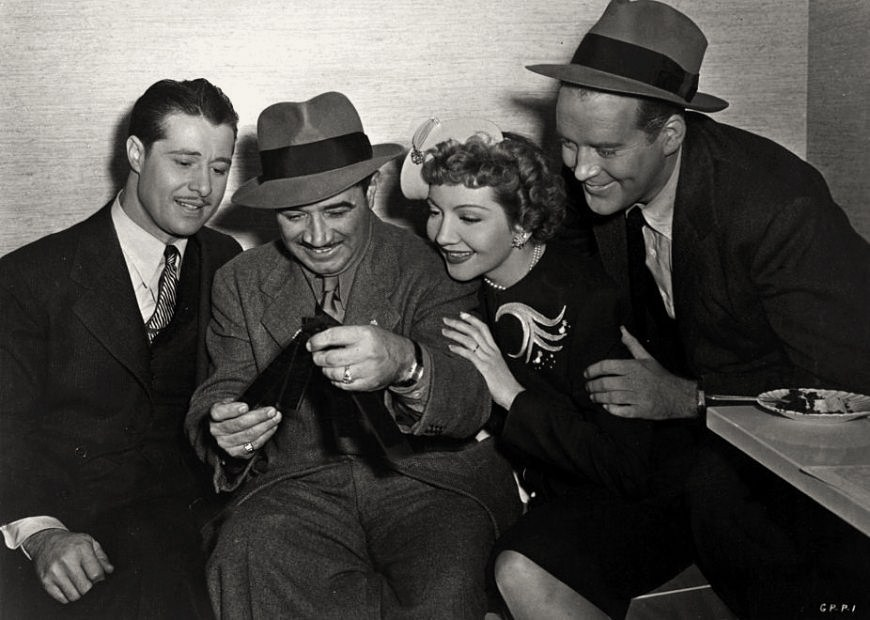

Joseph A. Valentine (* 24. Juli 1900 in New York City, New York; † 18. Mai 1949 in Los Angeles, Kalifornien) war ein US-amerikanischer Kameramann italienischer Herkunft.

## Leben
Joseph A. Valentine, geboren als Giuseppe Valentino, kam nach einer fotografischen Ausbildung zu Beginn der 20er Jahre zum Film. Ab 1924 war er als Chefkameramann tätig und zumeist bei B-Filmen engagiert. In den letzten Jahren vor seinem Tod war er für die Fotografie von drei Hitchcock-Filmen verantwortlich sowie für die bei Johanna von Orleans, für den er den Oscar für die beste Kamera erhielt.

## Filmografie (Auswahl)
- 1927: Im siebenten Himmel (Seventh Heaven)
- 1928: News Parade
- 1928: Prep and Pep
- 1930: Die Drei von der Feuerwache (Soup to Nuts)
- 1935: Liftboy Nr. 14 (The Gay Deception)
- 1935: Was geschah gestern? (Remember Last Night)
- 1936: Drei süße Mädels (Three Smart Girls)
- 1937: Wings Over Honolulu
- 1937: 100 Mann und ein Mädchen (One Hundred Men and a Girl)
- 1938: Mad About Music
- 1938: That Certain Age
- 1938: Wirbelwind aus Paris (The Rage of Paris)
- 1939: First Love
- 1940: Spring Parade
- 1940: The Boys from Syracuse
- 1940: Mein kleiner Gockel (My Little Chickadee)
- 1941: Der Wolfsmensch (The Wolf Man)
- 1941: Sprechstunde für Liebe (Appointment for Love)
- 1941: Vorsicht Gespenster! (Hold That Ghost)
- 1942: Saboteure (Saboteur)
- 1943: Im Schatten des Zweifels (Shadow of a Doubt)
- 1945: Morgen ist die Ewigkeit (Tomorrow Is Forever)
- 1945: Seine Frau ist meine Frau (Guest Wife)
- 1946: Die wunderbare Puppe (Magnificent Doll)
- 1946: Hemmungslose Liebe (Possessed)
- 1947: Schlingen der Angst (Sleep My Love)
- 1948: Cocktail für eine Leiche (Rope)
- 1948: Johanna von Orleans (Joan of Arc)
- 1949: Noras schwache Stunde (Bride for Sale)

## Auszeichnungen
- 1938  Oscarnominierung für Wings Over Honolulu in der Kategorie Beste Kamera
- 1939  Oscarnominierung für Mad About Music in der Kategorie Beste Kamera
- 1940  Oscarnominierung für First Love in der Kategorie Beste Kamera – Schwarzweiß
- 1941  Oscarnominierung für Spring Parade in der Kategorie Beste Kamera – Schwarzweiß
- 1949  Oscar für Johanna von Orleans in der Kategorie Beste Kamera